# 巴溫特區

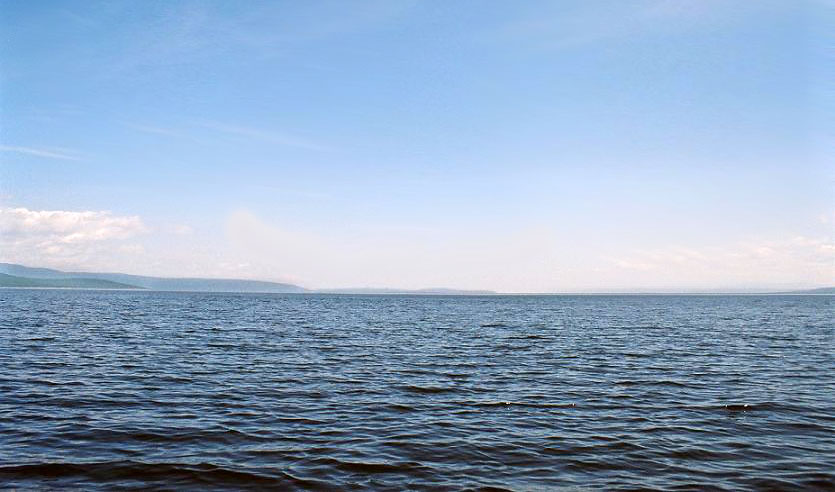

54°40′N 114°30′E / 54.667°N 114.500°E
巴溫特區（俄语：Баунтовский эвенкийский район），是俄羅斯的一個區，位於該國南部，由布里亞特共和國負責管轄，面積67平方公里，2010年人口9,667，人口密度每平方公里0.14人。